# Учасники російсько-української війни Р
Учасники російсько-української війни, прізвища яких починаються з літери Р:

## Ра— Рі
1. Работін Ігор Миколайович
2. Рава Андрій Іванович
3. Радецький Артем Валерійович
4. Радецький Ігор Романович
5. Радиневич Сергій Сергійович
6. Радич Дмитро[1]
7. Радівілов Роман Юрійович
8. Радієвський Олександр Віталійович
9. Радіо Віталій Миколайович
10. Радіоза Анатолій Сергійович
11. Радіонов Володимир Олександрович
12. Радкевич Дмитро Михайлович
13. Радкевич Петро Іванович
14. Радченко Денис Анатолійович
15. Радченко Олександр Олексійович
16. Радуш Максим[2]
17. Радчук Володимир Миколайович
18. Радчук Микола Олександрович
19. Радчук Степан Петрович
20. Радчук Юрій Леонідович
21. Радько Андрій Олександрович
22. Радько Юрій Григорович
23. Раєнко Володимир Андрійович
24. Ражик Віталій Сергійович
25. Разон Сергій Вікторович
26. Райський Вадим Анатолійович
27. Райхерт Олександр Олександрович
28. Ражик Віктор Андрійович
29. Ражик Денис Петрович
30. Рак Валерій Григорович
31. Рак Владислав Миколайович
32. Рак Мар'ян Миколайович
33. Рак Олег Іванович
34. Ракітін Ігор Олексійович
35. Раков Володимир[3]
36. Ракова Ганна Вадимівна
37. Раковський Олександр Сергійович
38. Раковський Сергій Валерійович
39. Пшемислав Расевич-Кучинський[4]
40. Раміл Алігула огли Оруджев
41. Распутний Сергій Петрович
42. Ратич Андрій Остапович
43. Ратіані Давид
44. Ратушний Василь[5]
45. Ратушний Роман Тарасович
46. Ратушняк Володимир Володимирович
47. Рафальський Артем Миколайович
48. Рахманов Ігор Борисович
49. Рахнянський Павло Сергійович
50. Рацун Сергій Петрович
51. Рачинський Олександр Григорович
52. Рачінський Денис Русланович
53. Рачок Микола Сергійович
54. Рачок Михайло Петрович
55. Рачугін Віктор Анатолійович
56. Рашевський Олександр Олександрович
57. Ращук Володимир Анатолійович
58. Ребко Ігор Богданович
59. Ребус Олександр Леонідович
60. Рева Артур Дмитрович
61. Рева Микола Миколайович
62. Рева Олександр Валерійович
63. Рева Роман Валерійович
64. Рева Юрій Андрійович
65. Ревека Владислав Валерійович
66. Ревенко Владислав Дмитрович
67. Ревера Ігор Юрійович
68. Ревера Юрій Ігорович[6]
69. Ревнівцев Сергій Олександрович
70. Ревут Петро Олександрович
71. Ревуцький Артем Михайлович
72. Регеда Дмитро Володимирович
73. Регінський Ростислав Анатолійович
74. Реготун Олег Петрович
75. Реготюк Денис Сергійович
76. Редя Артем Юрійович
77. Редькин Віктор Миколайович
78. Редькін Руслан Вікторович
79. Редькін Тарас Вікторович
80. Редько Владислав Юрійович
81. Редькович Павло Миколайович
82. Резанін Олександр Валентинович
83. Резніков Вадим Сергійович
84. Рейниш Дмитро Русланович
85. Рейнс Олексій Олегович
86. Рекун Сергій Володимирович
87. Ремез Леонід Володимирович
88. Ременюк Андрій Олегович
89. Ременюк Сергій Сергійович
90. Ремінний Віталій Володимирович
91. Ремінний Олег Володимирович
92. Ремісник Сергій[7]
93. Ремішевський Віталій Валентинович
94. Репік Віктор Євгенович
95. Репін Віктор Олегович
96. Репняк Андрій Сергійович
97. Репюк Денис Анатолійович
98. Ресніцький Іван Сергійович
99. Реус Вадим Валерійович
100. Реута Андрій Олександрович
101. Реута Володимир Вікторович
102. Реута Сергій Іванович
103. Реуцький Михайло Іванович
104. Решетівський Тарас Йосифович
105. Решетников Євген Борисович
106. Решетняк Василь Васильович
107. Решетняк Олександр Віталійович
108. Рєзнік Андрій Вікторович
109. Рєзніков Євген Сергійович
110. Резніков Євген Юрійович[8]
111. Рєпін Євгеній Вікторович
112. Рибак Михайло Володимирович
113. Рибак Олег Васильович
114. Рибак Олександр Іванович
115. Рибаков Андрій[9]
116. Рибаков Дмитро Олександрович
117. Рибалка Олег Іванович
118. Рибалка Валентин Олегович
119. Рибалко Василь Олексійович
120. Рибалко Віталій Миколайович
121. Рибалко Олександр Тимурович
122. Рибальченко Вадим Миколайович
123. Рибальченко Даніїл Аркадійович
124. Рибальченко Інна Олексіївна
125. Рибальченко Олег Ігорович
126. Рибальченко Олександр Миколайович
127. Рибаченко Олександр Сергійович
128. Рибачик Владислав Володимирович
129. Рибачок Тарас Володимирович
130. Рибачук Сергій Володимирович
131. Рибитва Іван Олександрович
132. Рибцов Андрій Іванович
133. Рибіцький Михайло Валерійович
134. Рибченко Сергій Володимирович
135. Рибний Владислав Геннадійович
136. Рибчинський Юрій Григорович
137. Рибчук Михайло Васильович
138. Ридзанич Максим Володимирович
139. Рижак Володимир Юрійович
140. Риженко Сергій Вікторович
141. Риженков Василь[10]
142. Рижиков Володимир Олександрович
143. Рижиков Денис Валерійович
144. Рижков Вадим Володимирович
145. Рижков Денис Сергійович
146. Рижов Микола Олександрович
147. Рижов Сергій Станіславович
148. Рижук Олександр Анатолійович
149. Рижук Сергій Георгійович
150. Рижов Станіслав Анатолійович
151. Рикалов Роман Валерійович
152. Риков Владислав Миколайович
153. Рилін Олександр Васильович[8]
154. Рильський Владислав Олександрович
155. Римар Ігор Віталійович
156. Римар Ігор Миколайович
157. Римар Олександр[11]
158. Римар Олексій Олегович
159. Римар Павло Андрійович
160. Римарєв Володимир Іванович
161. Андрій Римарук
162. Римарук Тарас Миколайович
163. Римаренко Вадим Володимирович
164. Римський Максим Олександрович
165. Риндін Юрій Ігорович
166. Ринкевич Олександр Вікторович
167. Ринкун Володимир Борисович
168. Рисенко Віктор Миколайович
169. Рись Орест Андрійович
170. Рихліцька Яна Миколаївна
171. Рихлов Роман Євгенович
172. Рицький Леонід Леонідович
173. Ричкаль Владислав Русланович
174. Ричков Вадим Володимирович
175. Рівчаченко Маргарита Олегівна
176. Рідзевський Андрій Сергійович[12]
177. Рідкобородов Сергій Артемович
178. Різак Юрій Миколайович
179. Різеньков Артем Юрійович
180. Різниченко Дмитро Володимирович
181. Різниченко Олексій Миколайович
182. Ріхтер Денис Сергійович

## Ро— Ря
1. Роба Віталій Васильович
2. Робачинський Борис Леонідович
3. Робулець Костянтин Сергійович
4. Ровенко Володимир Сергійович
5. Ровенський Дмитро Олександрович
6. Ровний Євген Васильович
7. Ровний Олександр Олександрович
8. Роганов Єлісей Олександрович
9. Рогачей Дмитро Дмитрович
10. Рогачов Євген Павлович
11. Рогинець Олексій Анатолійович
12. Роговий Олександр Іванович
13. Роговський Володимир Михайлович
14. Роговський Олександр Іванович
15. Рогожкін Вадим Олексійович
16. Рогозенко Станіслав Миколайович
17. Рогузько Сергій Петрович
18. Родак Сергій Вікторович
19. Родич Андрій Ігорович
20. Родін Євгеній Анатолійович
21. Родіонов Антон Олександрович
22. Родіонов Дмитро Олександрович
23. Родіонов Сергій Анатолійович
24. Родь Андрій Ігорович
25. Роєнко Олександр Сергійович
26. Рожанський Пантелеймон Петрович
27. Рожелюк Володимир Якович
28. Роженко Віталій Миколайович[13]
29. Роживець Ігор Анатолійович
30. Рожик Павло Леонідович
31. Рожка Мирослав Михайлович
32. Рожков Дмитро Анатолійович
33. Рожков Микола Миколайович
34. Рожок Сергій Володимирович
35. Рожук Ігор Теодозійович
36. Роздольський Василь Ростиславович
37. Розенберг Руслан Володимирович
38. Розенко Дмитро Олегович
39. Розієв Руслан Абдувалійович
40. Розлач Павло Іванович
41. Розлуцький Ігор Васильович
42. Назар Розлуцький
43. Розналевич Юрій Анатолійович
44. Розуменко Артем Олександрович
45. Рой Владислав Олександрович
46. Рой Юрій Вікторович
47. Ройко Тарас Васильович
48. Рокитянський Андрій Борисович[13]
49. Рокіцький Сергій Дмитрович
50. Ролік Віктор Вікторович
51. Ролік Максим Васильович
52. Ролюк Юрій Сергійович
53. Романенко Геннадій Миколайович
54. Романенко Дмитро Васильович
55. Романенко Ігор Васильович
56. Романенко Ігор Миколайович
57. Романенко Олег[14]
58. Романенко Олександр Трохимович
59. Романенко Павло Сергійович
60. Романенко Рустам Ракшанович
61. Романенко Станіслав Юрійович
62. Романець Руслан Володимирович
63. Романів Василь Вікторович
64. Романов Артем Геннадійович
65. Романов Андрій Анатолійович
66. Романов Андрій Андрійович
67. Романов Дмитро Олександрович
68. Романов Іван Валентинович
69. Романов Олександр Олегович
70. Романов Федір Анатолійович
71. Романова Тетяна Олександрівна
72. Романович Андрій Володимирович
73. Романович Михайло Михайлович
74. Романович Олег Федорович
75. Романовський Валерій Станіславович
76. Романовський Олексій Олександрович
77. Романус Володимир Михайлович
78. Романцов Ігор Сергійович
79. Романченко Дмитро Юрійович
80. Романченко Павло Петрович
81. Романчук Анатолій Михайлович
82. Романчук Андрій Валерійович
83. Романчук Володимир Володимирович
84. Романчук Олександр Володимирович (військовик)
85. Романчук Святослав
86. Романчук Сергій Михайлович
87. Романюк Андрій[15]
88. Романюк Богдан Володимирович
89. Романюк Віктор Костянтинович
90. Романюк Дмитро Іванович
91. Романюк Сергій Володимирович
92. Романюк Іван Михайлович
93. Романюк Олександр Володимирович
94. Романюк Олександр Борисович
95. Романюк Павло Віталійович
96. Романюк Тарас Михайлович
97. Ромашко Олег Миколайович
98. Ромашко Сергій Павлович
99. Роменський Максим Якович
100. Ромигайло Петро Дмитрович
101. Рослий Микола Леонідович
102. Росоловський Олександр Сергійович
103. Росомаха Микола Васильович
104. Россіхін Андрій Володимирович
105. Росоха Василь Юрійович
106. Росул Рустам Михайлович
107. Росчіс Ігор Іванович
108. Рось Олександр Анатолійович
109. Ротар Валерій Іванович
110. Ротач Олексій Сергійович
111. Ротозій Дмитро Віталійович
112. Рощик Руслан Дмитрович
113. Рощин Сергій Віталійович
114. Рубан Андрій[16]
115. Рубан Вадим Вікторович
116. Рубан Віктор Володимирович
117. Рубан Олег Олексійович
118. Рубан Сергій Михайлович
119. Рубан Сергій Олександрович
120. Рубан Станіслав Юрійович
121. Рубанов Микола Анатолійович
122. Рубанський Федір Сергійович
123. Рубанчиков Сергій Петрович
124. Рубаняк Оксана Володимирівна
125. Рубаха Богдан Васильович
126. Рубашевський Дмитро Олегович
127. Рубель Вячеслав Миколайович
128. Рубчук Григорій Олександрович
129. Рудак Андрій Тарасович
130. Рудаков Георгій[17]
131. Руденко Денис Олександрович[18]
132. Руденко Дмитро Миколайович
133. Руденко Євген Іванович
134. Руденко Ігор Іванович
135. Руденко Костянтин Михайлович
136. Руденко Микола Вікторович
137. Руденко Олександр Володимирович
138. Руденко Олександр Миколайович
139. Руденко Сергій Миколайович
140. Руденко Сергій Сергійович
141. Руденко Станіслав Валерійович
142. Руденко Юрій Анатолійович
143. Рудий Андрій Ярославович
144. Рудий Віталій Валентинович
145. Рудий Іван Тарасович
146. Рудий Мирослав Сергійович
147. Рудий Михайло Петрович
148. Рудий Михайло[19]
149. Рудий Руслан Ігорович
150. Рудий Сергій Андрійович
151. Рудий Сергій Петрович
152. Рудик Володимир Володимирович
153. Рудик Володимир Олександрович
154. Рудик Іван Петрович
155. Рудик Юрій Володимирович
156. Рудика Богдан Іванович
157. Рудім Руслан Володимирович
158. Рудіч Руслан Вікторович
159. Руднєв Андрій Володимирович
160. Рудник Артем Юрійович
161. Рудницький Андрій Сергійович
162. Рудницький Валерій Іванович
163. Рудницький Іван Володимирович
164. Рудницький Роман Володимирович
165. Рудницький Сергій Миколайович
166. Рудніцький Вадим Володимирович
167. Рудніцький Вадим Станіславович
168. Рудніцький Ігор Костянтинович
169. Рудніцький Микола Романович
170. Рудяк Тимофій Ярославович
171. Рудь Андрій Петрович
172. Рудь Дмитро Сергійович
173. Рудь Михайло Борисович
174. Рузевич Микола Іванович
175. Румигін Шаміль Маджидович
176. Рунаєва Лариса Георгіївна
177. Рус Петро Васильович
178. Русавський Віктор Сергійович
179. Русак Олександр Олегович
180. Русаков Юрій Юрійович
181. Русаловський Олександр Вікторович
182. Русаловський Сергій Миколайович
183. Русанов Ігор Володимирович
184. Русецький Валерій Аськович
185. Русецький Денис Сергійович
186. Русецький Микола Вікторович
187. Русецький Руслан Юрійович
188. Русєв Сергій В'ячеславович
189. Русий Вадим Георгійович
190. Русин Василь Іванович
191. Русин Михайло Михайлович
192. Русін Андрій Миколайович
193. Русінов Денис Юрійович
194. Гіоргі Русіташвілі
195. Картлос Русіташвілі
196. Руснак Дмитро Григорович
197. Руснак Іван Миколайович
198. Руснак Микола Анатолійович
199. Руснак Микола Ігорович
200. Руснак Олександр Васильович
201. Русник Роман Васильович
202. Рясний Євген Вікторович
203. Руських Сергій Миколайович
204. Рутвян Андрій Васильович
205. Руфімський Олексій В'ячеславович
206. Рущак Роман Йосипович
207. Рущак Руслан Олександрович
208. Рущишин Роман Йосипович
209. Рюмін Андрій Олексійович
210. Рюмшин Дмитро Євгенович
211. Рябенко Денис Володимирович
212. Рябенький Арсеній[20]
213. Рябий Віталій Вікторович
214. Рябий Дмитро Володимирович
215. Рябич Дмитро Миколайович
216. Рябко Іван Іванович
217. Рябко Максим Олександрович
218. Рябко Роман Володимирович
219. Рябко Сергій Іванович
220. Рябов Руслан Костянтинович
221. Рябовол Сергій Миколайович
222. Рябоволов Сергій Вікторович
223. Рябоконь Василь Васильович
224. Рябоконь Руслан Віталійович
225. Рябуха Борис Миколайович
226. Рябуха Сергій Вікторович
227. Рябуха Тарас Михайлович
228. Рябухін Андрій Сергійович
229. Рязанцева Олександра Юріївна
230. Ряженцев Сергій Геннадійович
231. Рязанов Юрій Павлович
232. Рященко Іван Вікторович